# Hao Yun
Hao Yun (n. 23 iunie 1995, Baoding⁠(d), Republica Populară Chineză) este un înotător chinez, medaliat olimpic. A participat la o ediție a Jocurilor Olimpice (2012) în care a câștigat o medalie de bronz.

## Participări
Lista de mai jos prezintă principalele competiții la care a participat Hao Yun de-a lungul carierei.
- swimming at the 2012 Summer Olympics – men's 4 × 200 metre freestyle relay[*]